# Медзоюзо
Медзою̀зо (на италиански: Mezzojuso, на сицилиански Menzijusu, Мендзиюзу, на арбърешки Munxifsi, Мундзифси) е малко градче и община в Южна Италия, провинция Палермо, автономен регион и остров Сицилия. Разположено е на 550 m надморска височина. Населението на общината е 2976 души (към 2010 г.).
В това село е живяло албанско общество, наречено арбъреши. Те са се заселили в този район между XV и XVIII век като бежанци от албанските земи под османско владичество. Въпреки че днес няма повече арбърешки жители, градчето Медзоюзо още се счита културно като част от етнографическия район Арберия.